# Hard Days Night Hotel
Le Hard Days Night Hotel est un hôtel quatre étoiles situé au Nord de John Street à Liverpool, en Angleterre. Seul hôtel sur le thème des Beatles dans le monde, il est nommé d'après leur film, album et chanson de A Hard Day's Night.
L'hôtel a ouvert quatre ans après sa conception initiale, en février 2008, lorsque Liverpool était Capitale Européenne de la Culture. Il dispose de 110 chambres, dont les célèbres suites McCartney et Lennon, ainsi que de nombreux bars et restaurants (Blakes Restaurant, Bar Four, Le Bar-Salon et le Live Lounge). L'hôtel est situé dans les Central Buildings, classés Grade II et redéveloppés, qui avaient été achevés en 1884

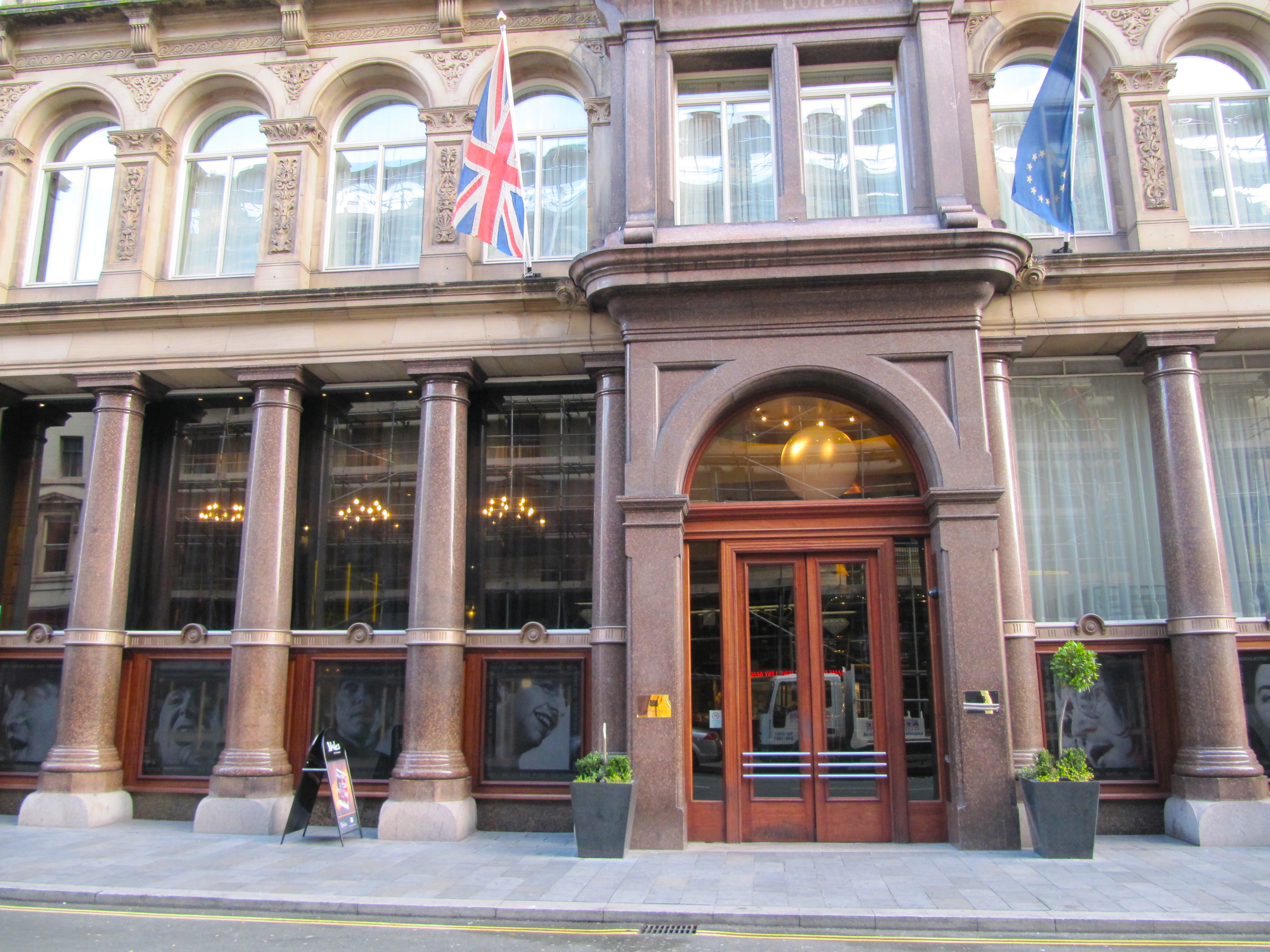
L'entrée de l'hôtel
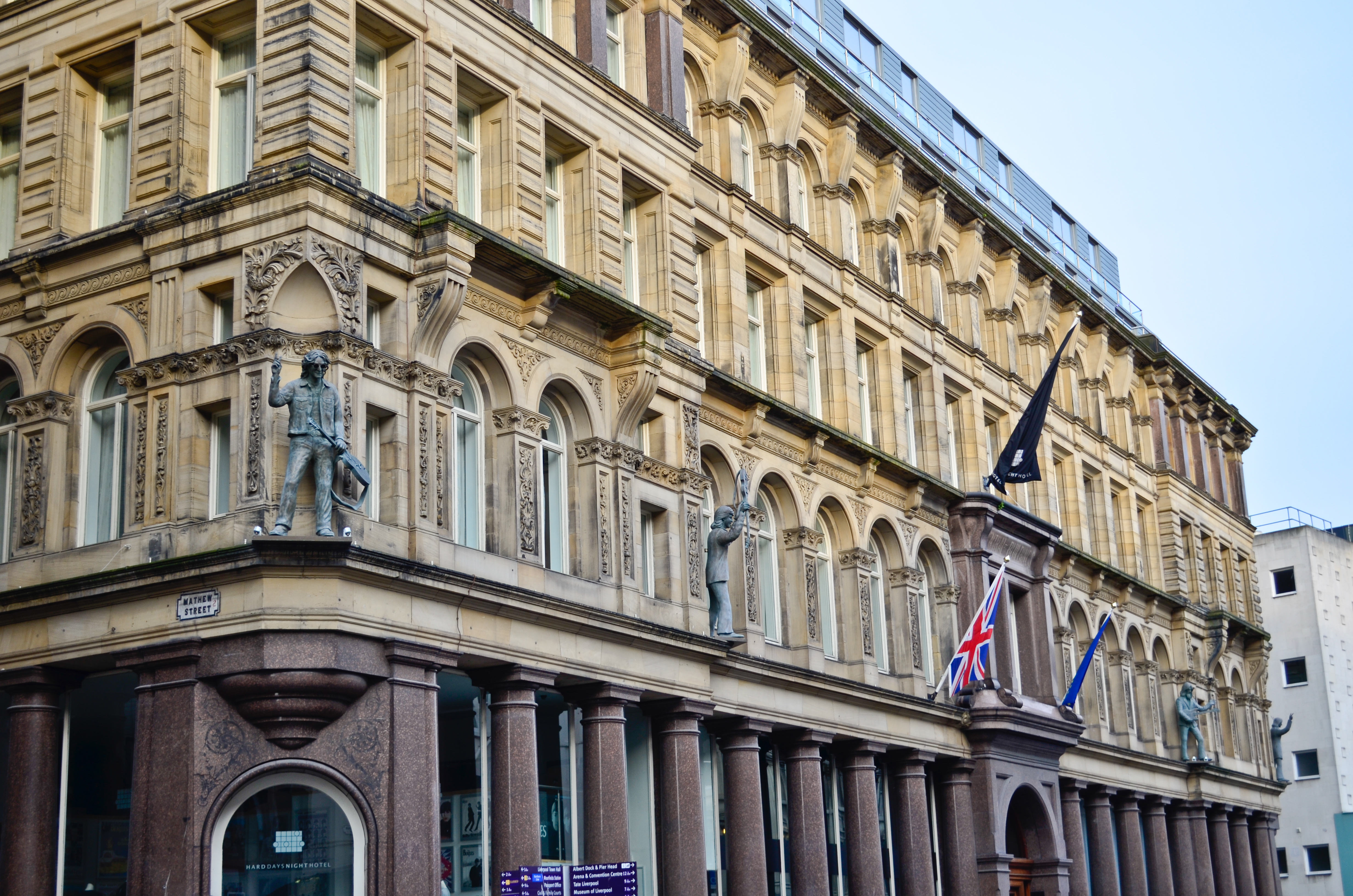
Statues des Beatles
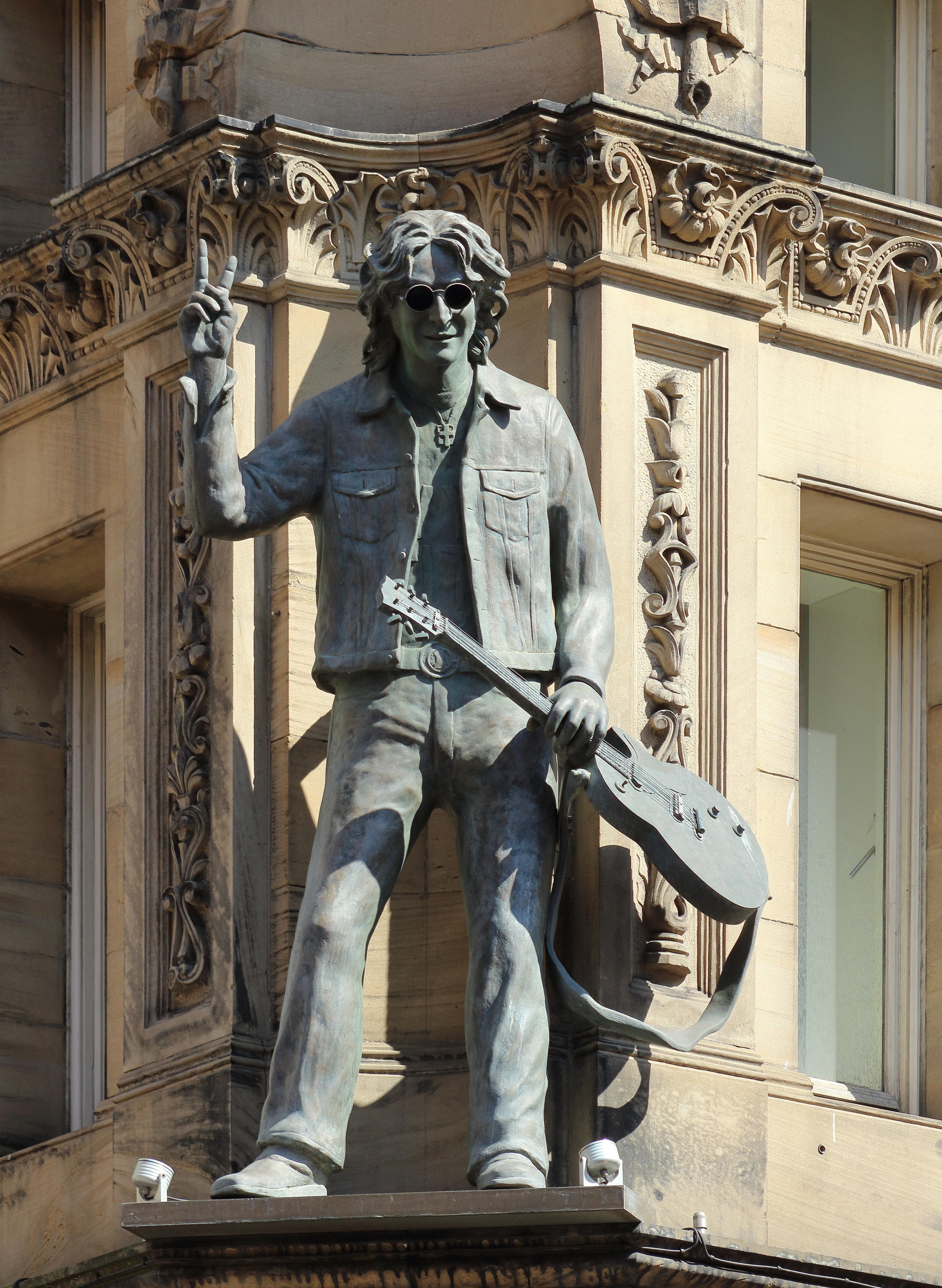
Statue de John Lennon
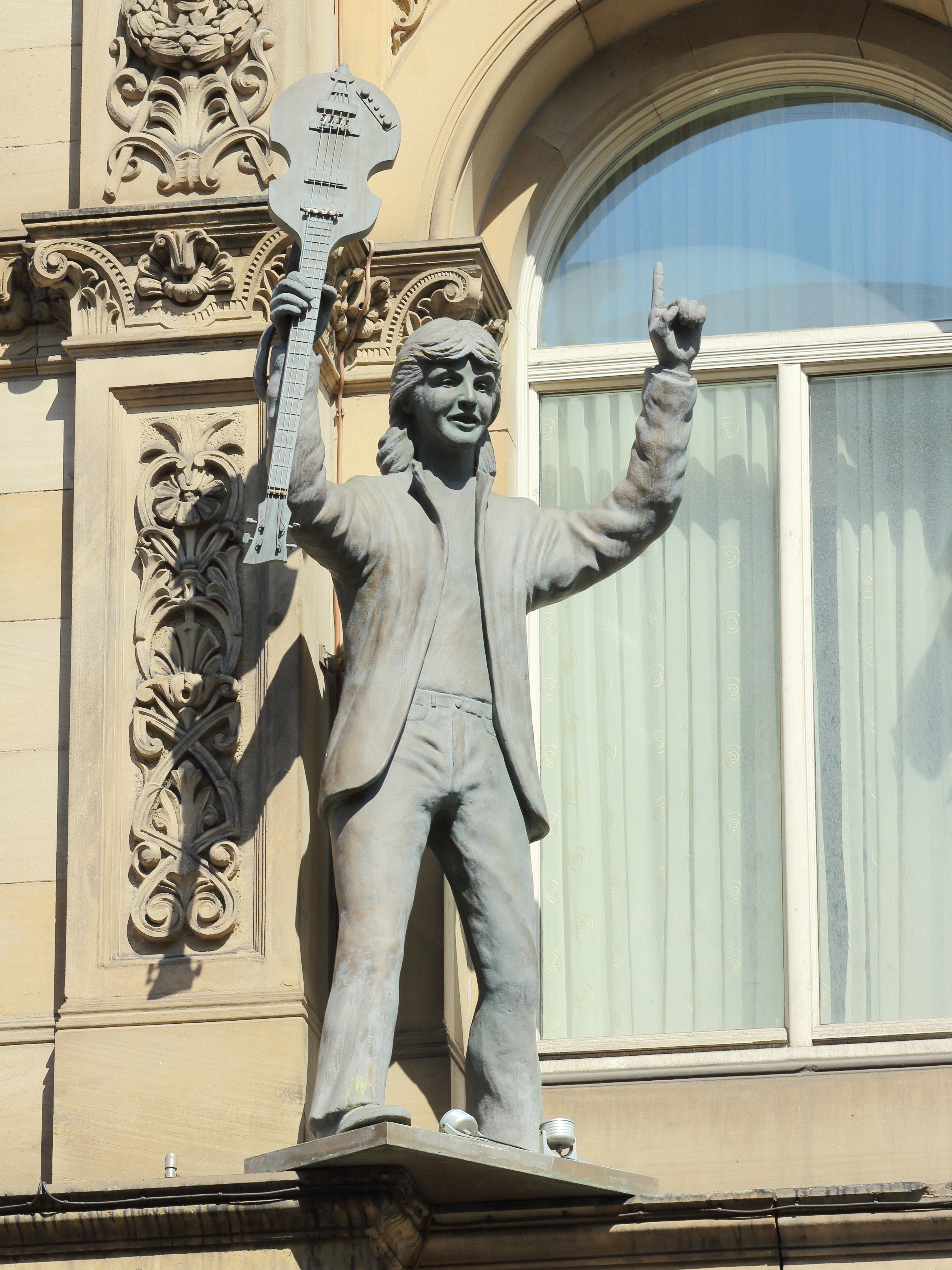
Statue de Paul McCartney
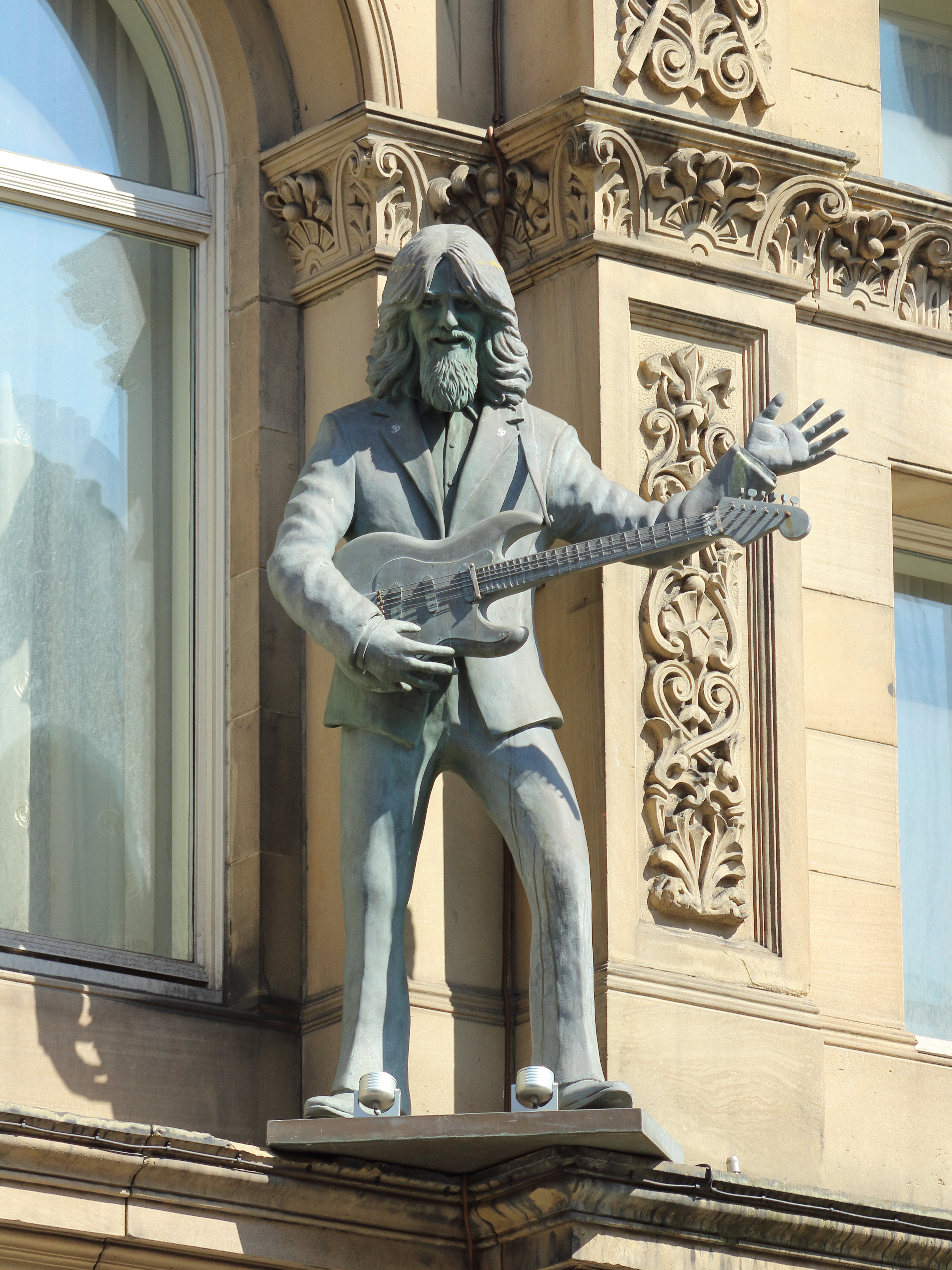
Statue de George Harrison
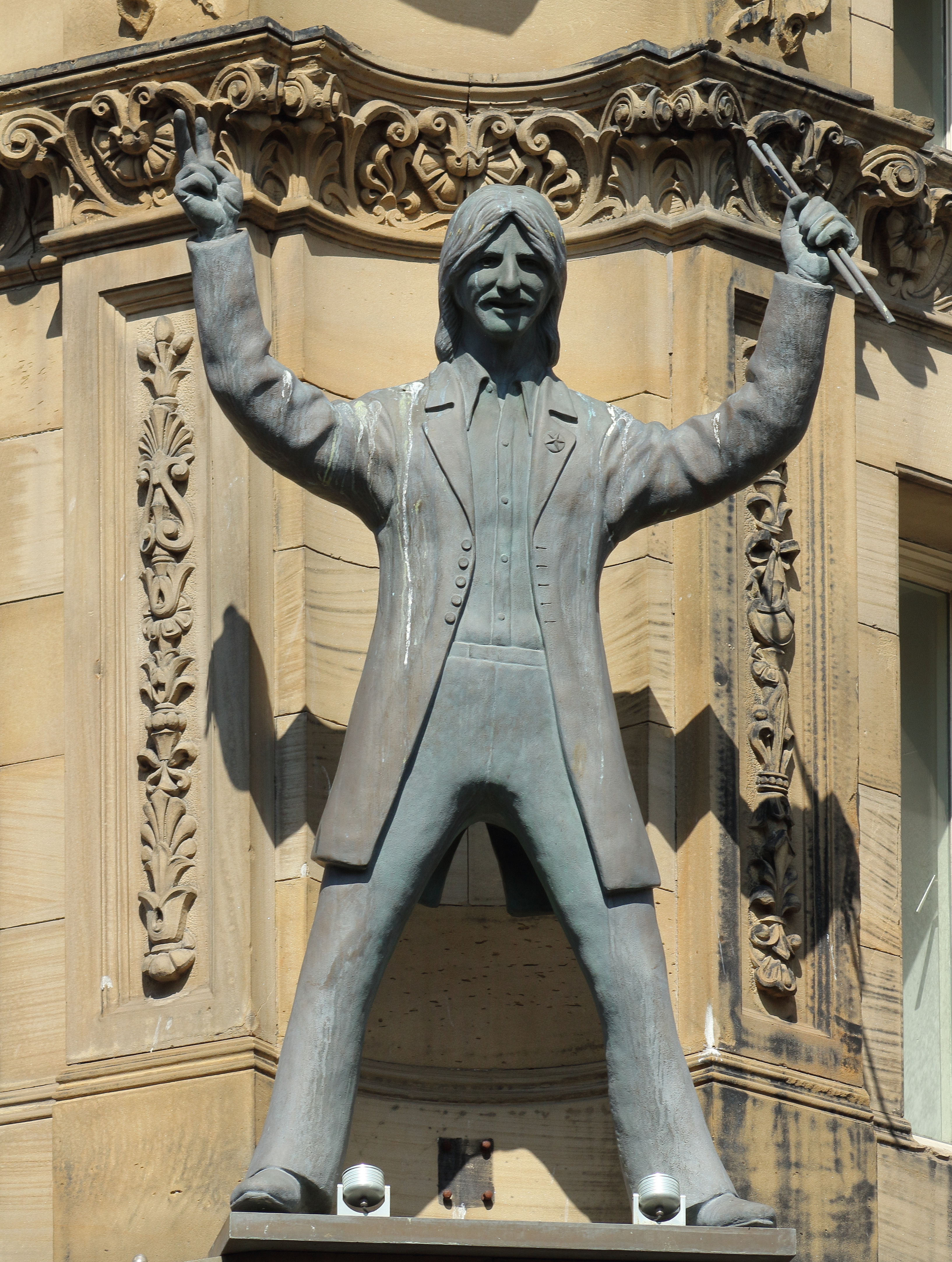
Statue de Ringo Starr